# Steppevibe
Steppeviben (latin: Vanellus gregarius el. Chettusia gregarius) er en fugleart i slægten viber. Fuglen er kun set få gange i Danmark.